# Георг Шольце
Георг Адольф Шольце (нім. Georg Adolf Scholze; 21 серпня 1897, Лебау — 26 квітня 1945, Берлін) — німецький воєначальник, генерал-майор вермахту. Кавалер Лицарського хреста Залізного хреста.

## Біографія
Син землевласника Адольфа Шольце і його дружини Агнес, уродженої Дінгер. 28 серпня 1914 року вступив в Імперську армію. Учасник Першої світової війни. 8 січня 1919 року звільнений у відставку. 1 жовтня 1933 року вступив у рейхсвер як офіцер земельної оборони. 1 травня 1934 року прийнятий на активну службу. Під час Другої світової війни командував різними піхотними і панцергренадерськими полками. З 1 січня 1945 року — командир 20-ї, одночасно з 1 по 10 лютого — 10-ї панцергренадерської дивізії. Наклав на себе руки.

## Сім'я
18 січня 1926 року одружився з Маргаритою Ланге. В пари народились 2 сини (1929, 1933) і 3 дочки (1927, 1930 і 1934). В 1945 році дружина, молодший син і всі дочки Шольце загинули під час бомбардування Потсдама.

## Звання
- Лейтенант резерву (14 травня 1915)
- Гауптман у відставці (1 жовтня 1933)
- Гауптман (1 травня 1934)
- Майор (1 січня 1937)
- Оберстлейтенант (1 червня 1940)
- Оберст (1 квітня 1942)
- Генерал-майор (20 квітня 1945)

## Нагороди
- Залізний хрест 2-го і 1-го класу
- Почесний хрест ветерана війни з мечами
- Медаль «За вислугу років у Вермахті» 4-го і 3-го класу (12 років)
- Застібка до Залізного хреста
  - 2-го класу (20 жовтня 1939)
  - 1-го класу (4 серпня 1941)
- Штурмовий піхотний знак в сріблі (30 жовтня 1941)
- Нагрудний знак «За поранення» в сріблі (25 листопада 1941)
- Німецький хрест в золоті (29 грудня 1941)
- Медаль «За зимову кампанію на Сході 1941/42» (27 серпня 1942)
- Лицарський хрест Залізного хреста (17 лютого 1943)